# 비주기 혜성
비주기 혜성(영어: Non-periodic comets)은 다시 태양계로 돌아올 날짜가 너무 멀거나 아직 모르는 혜성을 말한다.
예를 들어, 웨스트 혜성은 1976년 발견되었으며, 560,282년에 다시 온다.